# Interactive fiction
Interactive fiction или IF (дословно с англ. — «интерактивный художественный вымысел») — разновидность компьютерных игр, в которых взаимодействие с игроком осуществляется посредством текстового интерфейса. Развитие этого жанра, в связи с низкими возможностями компьютерных ресурсов, началось практически вместе с появлением компьютерных игр (появились уже в 1975 году) и не прекратилось даже с появлением графических игр. Существуют два вида интерфейса:
- интерфейс с вводом текста с клавиатуры;
- интерфейс в виде меню, где игрок выбирает действие из нескольких предложенных (CYOA — Choose Your Own Adventure).

В самом широком понимании термина под понятие IF подпадает любая разновидность художественных произведений, сюжет которых не является жёстко фиксированным, но способен изменяться в зависимости от действий читателя (в компьютерном варианте — пользователя). Например, популярные некогда книги-игры с нелинейным или «ветвящимся» сюжетом — это тоже вариант интерактивной литературы.

## IF на английском
Interactive Fiction на английском языке, вероятно, наиболее многочисленны. Первая игра в жанре IF — Colossal Cave Adventure — была именно англоязычной. Для создания англоязычных игр существуют развитые платформы разработки, среди которых обычно выделяются Inform и TADS.

## История

### Colossal Cave Adventure

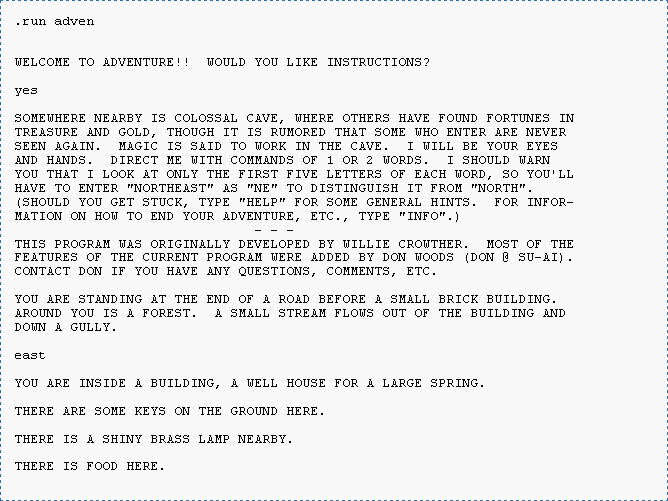
Вывод с терминала печати Crowther/Woods игры Colossal Cave Adventure (1977), запущенной на PDP-10.

В 1975—1976 годах Уилл Краудер создал первый текстовый квест — Colossal Cave Adventure (также известный как ADVENT). Он был написан на Фортране для компьютера PDP-10. В 1976 году Дон Вудс получил разрешение Краудера и усовершенствовал игру. Оригинальная версия была более-менее реалистичной; Вудс, будучи поклонником творчества Дж. Р. Р. Толкина, добавил некоторые фантастические элементы — в игре появились такие элементы, как эльфы, тролль и вулкан. Игра распространилась по ARPANET и дожила до наших дней. Она была портирована практически на все операционные системы. Популярность Colossal Cave Adventure способствовала успеху IF в конце 1970-х и в 1980-х годах.

### Коммерческая эра
В США самой известной компанией, производившей текстовые квесты, была Infocom. Наиболее известные игры Infocom — это серия Zork, Trinity, Planetfall, The Hitchhiker’s Guide to the Galaxy и A Mind Forever Voyaging. Чтобы обеспечить доступность игр на возможно большем количестве платформ, в Infocom разработали Z-machine — виртуальную машину, позволявшую использовать стандартизованные «файлы историй». Выпуск текстовых квестов в Infocom прекратился после того, как она была приобретена компанией Activision.
Квесты Infocom считаются классикой жанра и период активности Infocom считается «золотым веком» Interactive Fiction.
Помимо Infocom, производством текстовых квестов занимались такие компании, как Adventure International, Legend Entertainment, Magnetic Scrolls, Level 9, Topologika и другие.

### Новая эра
После упадка коммерческого рынка Interactive Fiction развитие жанра перешло в руки онлайн-сообщества. В 1987 году была создана Usenet-группа rec.arts.int-fiction (для авторов) и rec.games.int-fiction (для игроков). Одним из самых важных этапов была расшифровка формата Z-code от Infocom и виртуальной машины Z-machine, с тем чтобы создать для неё интерпретатор. Как результат игры Infocom стало возможно запускать на современных компьютерах.
Многие годы любительское сообщество могло создавать игры только с весьма ограниченными возможностями (используя такие инструменты, как Adventure Game Toolkit). Развитию Interactive Fiction поспособствовало создание двух мощных систем разработки. В 1987 году Майкл Дж. Робертс выпустил TADS, язык программирования для создания Interactive Fiction. В 1993 году Грэхэм Нельсон выпустил Inform — язык программирования и компилятор, создающий Z-code файл историй. Обе этих системы позволяли создавать текстовые квесты любой сложности.
Сейчас игры, создаваемые энтузиастами, зачастую превосходят творения Infocom. Каждый год проводятся соревнования, выявляющие лучших авторов. Наиболее популярное из них — Interactive Fiction Competition — проводится ежегодно с 1995 года.

## IF на русском
Этот жанр развивается и на русском языке, однако большинство квестов на русском языке — любительские.
В связи с тем, что русский язык — синтетический, создавать платформы с текстовым вводом для него несколько сложнее, чем для английского языка из-за присутствия окончаний. Поэтому обычно русские платформы для создания IF используют интерфейс в виде меню. Одной из самых известных платформ является URQ (Universal RipSoft Quest). Оригинальная его реализация уже не поддерживается, однако альтернативные реализации URQ разрабатываются и сейчас. Среди интерпретаторов можно отметить URQ_DOS, AkURQ, FireURQ. Также существует интерпретатор, написанный на Java — Overurka.
Кроме того, популярность завоевала платформа QSP (Quest Soft Player), существующая с 2001 года. QSP портирован на множество различных платформ.
Также набирает популярность новая визуальная платформа AXMA Story Maker, позволяющая упаковывать текстовые игры и интерактивные истории в компактный HTML-файл, который может быть открыт в любом современном браузере, в том числе мобильном. Есть версии программы для Windows, Mac OS X и Linux.
Несмотря на сложности реализации, существуют и платформы с текстовым вводом для разработки русскоязычных текстовых квестов. В первую очередь следует отметить RTADS, локализацию системы TADS, выполненную Андреем Гранкиным. Также существует локализация Inform — RInform. В русскоязычном сообществе активно создаются игры под обе эти платформы.
Существуют и отдельные законченные квесты, сделанные без помощи специализированных языков программирования.
В игре «Космические рейнджеры» 1 и 2 части от компании Elemental Games часть геймплея реализована через выбор одного из вариантов ответов, отвечающих на повороты истории — так называемые квесты. Несмотря на то, что сюжеты многих квестов были почти открыто «позаимствованы» разработчиками из популярных научно-фантастических произведений, по отзывам ряда игроков это одна из самых захватывающих частей игры.
В настоящее время активно развивается молодой кроссплатформенный проект INSTEAD. Платформа уже обладает большими возможностями для написания квестов на ней.